# Air Exel
Air Exel foi uma companhia aérea neerlandesa. Tinha sua sede em Maastricht Aachen Airport e seus destinos incluíam Eindhoven, Amsterdã(o), Londres-Heathrow e Paris-CDG. Sua frota incluía aviões turbohélice ATR-42 Aerospatiale, jatos Embraer ERJ-145 e aviões Embraer EMB-120 Brasília.

## História
A companhia aérea foi fundado em 26 de abril de 1991 com o nome de Air Exel Commuter em base de cooperação com a companhia aérea nacional neerlandesa KLM.  Os voos regulares foram lançados em 1 de maio do mesmo ano. Como parte da decisão da empresa-mãe de integrar os serviços de suas subsidiárias, a empresa foi renomeada para KLM Exel em janeiro de 1998. Em 6 de novembro de 2004, a cooperação com a KLM terminou, e a companhia aérea passou a operar voos sob o nome de Air Exel Netherlands. Um mês depois, em dezembro de 2004, o CEO da Air Exel, Harm Prins, foi preso sob a acusação de fraude, chantagem e lavagem de dinheiro. O inquérito revelou que a Air Exel estava passando por dificuldades financeiras, e, posteriormente as suas operações foram encerradas em 31 de janeiro de 2005.[ligação inativa]

## Destinos
Antes do encerramento, a Air Exel/KLM Exel operava voos regulares para os seguintes destinos:
Alemanha
- Hamburgo - Aeroporto de Hamburgo

França
- Nantes - Aeroporto Nantes Atlantique
- Paris - Aeroporto Charles de Gaulle
- Saint-Étienne - Aeroporto internacional de Saint-Étienne
- Estrasburgo - Aeroporto Internacional de Estrasburgo

Itália
- Cuneo - Aeroporto Internacional de Cuneo
- Milão - Aeroporto de Milão-Malpensa

Noruega
- Kristiansand - Aeroporto de Kjevik

Países Baixos
- Amesterdão - Aeroporto de Amesterdão Schiphol
- Eindhoven - Aeroporto de Eindhoven (base secundária)
- Maastricht - Aeroporto de Maastricht Aachen (base principal)

Reino Unido
- Londres - Aeroporto de Londres Stansted

## Frota
A frota da KLM Exel/Air Exel consistia nas seguintes aeronaves: